# 94
Cette page concerne l'année 94  du calendrier julien. Pour l'année 94 av. J.-C., voir 94 av. J.-C. Pour le nombre 94, voir 94 (nombre).
L'année 94 est une année commune qui commence un mercredi.

## Événements
- Le général chinois Ban Chao termine la conquête du bassin du Tarim en prenant Kachgar[1].
- Les Parthes Arsacides envoient à la cour des Han en Chine une ambassade chargée de nombreux cadeaux[2].
- Domitien fait périr Sénécion, Helvidius et Rusticus, chasse de Rome et de l'Italie tous les philosophes et relègue Nerva à Tarente[3].
- Domitien interdit les vignobles urbains (94 ou 95)[4].

## Naissances en 94
- Han Andi